# 28 век пр.н.е.

## Събития
- 2715 г. пр.н.е. – начало на Старото царство в Древен Египет
- Ок. 2800 пр.н.е. – начало нa строителството на Стоунхендж в Южна Англия